# Distributismus
Distributismus (z latinského distributio – „rozdělení“) je socioekonomická teorie, podle které by mělo být vlastnictví výrobních prostředků rozděleno mezi široké vrstvy veřejnosti, hájí tak lidskou individualitu a nárok na soukromé vlastnictví. Podporuje drobné podnikání, regionální produkci, nebo odbory. Staví se tak do opozice jak vůči kapitalismu, který umožňuje silně nerovnoměrné rozdělení majetku a koncentraci vlastnictví v podobě monopolu, tak vůči komunismu, který naopak usiluje o likvidaci soukromého vlastnictví a jeho nahrazení vlastnictvím kolektivním.
Teorie se vyvinula na konci 19. a počátku 20. století z církevní sociální nauky (Rerum novarum papeže Lva XIII. a Quadragesimo anno papeže Pia XI.) a myšlenek Williama Cobbetta, dále byl distributismus formován také činností G. K. Chestertona a H. Belloca, kteří na základě zkoumání svépomocných spolků vypracovali ekonomicko-politickou teorii, která obhajovala rozsáhlé soukromé vlastnictví, bydlení a kontrolu průmyslu prostřednictvím malých podniků provozovaných vlastníky a družstev kontrolovaných dělníky.
Distributismus prosazuje například americká strana American Solidarity Party.